# MacVTap
MacVTapは、仮想化されたブリッジネットワークを容易にするLinuxカーネルのデバイスドライバーである。
通常、仮想化環境で利用され、ホストが接続されているネットワークスイッチにゲストとホストの両方を直接表示したり、外部システムへのスループットと遅延を改善するために使用される。